# アズミトガリネズミ
アズミトガリネズミ（安曇尖鼠、Sorex hosonoi）は、哺乳綱真無盲腸目トガリネズミ科トガリネズミ属に分類される哺乳類。日本固有種。

## 分布
日本の石川県、岐阜県、群馬県、埼玉県、静岡県、栃木県、富山県、長野県、山梨県の高標高地域に分布する。

## 形態
体長4.6-6.6cm、尾長4.7-5.2cm、後足長10.6-12.2cm、体重4.5gである。
頭骨長は1.65cm以下であり、第1単尖歯が最も大型で、第2、第3単尖歯は第4単尖歯よりも大型になる。

## 分類
形態の差異が少ないため、亜種シロウマトガリネズミを変異個体とする説もある。また、頭骨や歯の形態的特徴や、遺伝子の解析により、チビトガリネズミの近縁種と考えられている。
Sorex hosonoi hosonoi Imaizumi, 1954 アズミトガリネズミ Azumi shrew
日本（飛騨山脈中部以南、木曽山脈、赤石山脈、奥秩父、志賀山）固有亜種
背面の体毛は灰色を帯びたこげ茶色と淡褐色の中間であり、毛には淡色帯があるため霜降りのように見える。腹面はバフ色で、背面と体側との境界がはっきりしている。また、手足の背面は、淡いコルク色である。尾は体と同じように2色に分かれるが、先端部だけ暗褐色になる。成獣では、尾の先端にはほとんど毛が無く、長さ1.5mmほどの短毛がわずかにあるのみである。
Sorex hosonoi shiroumanus Imaizumi, 1954 シロウマトガリネズミ Shirouma shrew
日本（飛騨山脈北部）固有亜種
1949年8月9日に発見された。模式標本は、昼間にハイマツ帯の岩石地を歩いていた個体を捕獲したものである。採取例は極めて少ない。
模式標本の産地（模式産地）は、白馬岳山頂周辺の標高約2900m地点である。
（模式標本・メス成獣）頭胴長5cm、尾長5.1cm、耳長0.6cm、後足長10.6cm。背面の体毛は、カーキ色とコルク色の中間で、体側は淡いバフ色になり、腹面は象牙色になる。体側と腹部との境界がはっきりしないが、体毛の色が3色に分かれることがアズミトガリネズミとの違いである。尾は2色に分かれ、上面がコルク色で下面が象牙色を帯びた白色になる。先端部は暗褐色になり、長さ2.5mmの毛がある。
阿部永は、1967年にS. h. shiroumanusをS. hosonoiの変異型であるとした。

## 生態
主に亜高山帯針葉樹林から高山帯にかけての森林、草原などに生息する。主としてハイマツ帯に分布し、昼夜ともにハイマツの下にある岩石の間やコケ類に覆われた地面の上で活動する。
昆虫やクモなどの無脊椎動物を食べる。
1回に6頭の幼獣を産んだ例がある。

## 保全状況評価
準絶滅危惧（NT）（環境省レッドリスト）
亜種シロウマトガリネズミは登山者による植生の破壊、残飯によるアカギツネやカラスなどの侵入などにより生息数が減少している。新潟県のレッドデータブックでは準絶滅危惧種として掲載されている。
- 都道府県版レッドデータブック 
  - 山梨県 - 絶滅危惧IB類
  - 石川県・長野県 - 絶滅危惧II類
  - 富山県 - 危急種

亜種アズミトガリネズミ Sorex hosonoi hosonoi、亜種シロウマトガリネズミ Sorex hosonoi shiroumanus
- 都道府県版レッドデータブック 
  - 群馬県、埼玉県（基亜種）岐阜県（亜種シロウマトガリネズミ） - 準絶滅危惧